# Kościół Wniebowzięcia Najświętszej Maryi Panny w Lipiej Górze
Kościół Wniebowzięcia Najświętszej Maryi Panny w Lipiej Górze – rzymskokatolicki kościół filialny należący do parafii św. Anny w Jaktorowie (dekanat Kcynia diecezji bydgoskiej).
Jest to świątynia wzniesiona dla miejscowych ewangelików w 1909 roku. Budowla charakteryzuje się ceglanymi elewacjami, wysokim dachem i centralnie usytuowaną wieżą od zachodu. Kościół razem z dawną pastorówką, terenem przykościelnym i cmentarzem jest przykładem tradycyjnej formy elementu sakralnego wsi z zachowanymi czytelnymi granicami pierwotnego układu przestrzennego. Jest to jeden z nielicznie zachowanych tego typu przykładów w północnej Wielkopolsce.